# Poggea
Genre
Poggea est un genre de plantes à fleurs de la famille des Achariaceae.

## Liste d'espèces
Selon Catalogue of Life (28 juillet 2017) :
- Poggea alata Gürke
- Poggea gossweileri Exell
- Poggea longepedunculata Bamps

Selon The Plant List (28 juillet 2017) :
- Poggea alata Gürke
- Poggea gossweileri Exell

Selon Tropicos (28 juillet 2017) (Attention liste brute contenant possiblement des synonymes) :
- Poggea alata Gürke
- Poggea gossweileri Exell
- Poggea kamerunensis Gilg
- Poggea longepedunculata Bamps
- Poggea ovata Sleumer
- Poggea stenura Gilg